# نان دي فيليرز
نان دي فيليرز (بالإنجليزية: Nannie de Villiers) مواليد 5 يناير 1976 في ويندهوك، هي لاعبة كرة مضرب جنوب أفريقية سابقة بدأت مسيرتها كمحترفة سنة 1993 وكانت تلعب باليد اليمنى، اعتزلت اللعب في 2007. أعلى تصنيف لها في الفردي كان المركز الـ 172 في سنة 1997. أعلى تصنيف لها في الزوجي كان المركز الـ 53 في سنة 2002.

## روابط خارجية
- نان دي فيليرز على موقع رابطة محترفات التنس (الإنجليزية)
- نان دي فيليرز على موقع الاتحاد الدولي لكرة المضرب (الإنجليزية)
- نان دي فيليرز على موقع كأس بيلي جين كينغ (الإنجليزية)
- نان دي فيليرز على موقع خلاصة التنس.كوم (الإنجليزية)